# Malmö Karoli församling
Malmö Karoli församling var en församling i Lunds stift och i Malmö kommun. Församlingen uppgick 1949 i Malmö S:t Petri församling.

## Administrativ historik
Församlingen bildades 1683 genom en utbrytning ur Sankt Petri församling. Namnet var före 1813 Malmö tyska församling eller Caroli församling. 1 maj 1884 utbröts Sankt Pauli församling.
Församlingen utgjorde till 1949 ett eget pastorat. 1949 uppgick församlingen i Malmö S:t Petri församling och den då nybildade Kirsebergs församling.

## Organister
| Ämbetstid | Namn                     | Levnadstid | Övrigt |
| --------- | ------------------------ | ---------- | ------ |
| –1714     | Rasmus Jönsson Cronlandh | 1668–1714  |        |
| 1714–     | Olof Bang                | –1750      |        |
| 1720–1725 | Bengt Lidner             | –1754      |        |
| 1740–1777 | Gottfried Hellmuth       |            |        |
| –1798     | Malmström                |            |        |
| 1864–     | J. A. Cyreen             |            | [ 2 ]  |
| 1920–     | Herman Åkerberg          |            |        |
| 1943–1944 | Bengt Franzén            | 1914–1969  | [ 3 ]  |

## Kyrkor
- Caroli kyrka